# پروسپریتی (پنسیلوانیا)
پروسپریتی (به انگلیسی: Prosperity) یک منطقهٔ مسکونی در ایالات متحده آمریکا است که در شهرستان واشینگتن، پنسیلوانیا واقع شده‌است. پروسپریتی ۳۱۶٫۰۸ متر بالاتر از سطح دریا واقع شده‌است.